# Louis Blanc
Louis Jean Joseph Charles Blanc (født 29. november 1811 i Madrid, død 6. december 1882 i Cannes) var en fransk politiker.

## Biografi
Blanc var søn af en fransk finansinspektør under den spanske kong Joseph Bonaparte og søstersøn til diplomaten Pozzo di Borgo. Han var bror til Charles Blanc.
Han blev født i Madrid, men tilbragte sin barndom på Korsika. I 1830 kom han til Paris for at afslutte sine studier, men måtte i 1832 tage til Arras og arbejde som huslærer, det var her han begyndte at skrive til bladene. I 1834 vendte Blanc tilbage til Paris, hvor han blev medarbejder på forskellige radikale blade, især Bon Sens, og grundlagde i 1838 tidsskriftet Revue du progrès.

### Værkerne
En del af sine artikler heri samlede han i 1839 til sit berømte skrift Organisation du travail, som vandt en umådelig udbredelse (ni bind, 1850) og i virkeligheden indeholder forslag til en fuldstændig omordning af samfundsforholdene.
Da det formentlig er konkurrencen, den uordnede kamp af alle imod alle, som forvolder arbejdernes nød ved at nedtrykke arbejdslønnen og forlænge arbejdstiden, og som tillige medfører den almindelige utryghed i samfundet, bør staten træde regulerende til og bekæmpe kapitalismen med dens egne våben: som den største kapitalist bør den selv optræde som producent i alle grene af arbejdet og derved bestemme dets markedspris, dvs. gennemføre en ensartet arbejdsløn.
Sætningen "enhver bør yde efter sine evner og nyde efter sin trang" skyldes Blanc.
I årene 1841-44 skrev han Histoire de dix ans 1830-40 i seks bind, en meget skarp, men ensidig og upålidelig kritik af Ludvig-Filips regering, livlig og fuld af anekdoter, som han dels indhentede fra kongens bankier Jacques Laffitte, dels fra legitimisterne. Også dette skrift gjorde stor lykke (12 bind, 1878-81) og tjente væsentligt til at underminere Julimonarkiet og det borgerskab, som det støttede sig til, idet borgerskabet og folkets store mængde fremstilledes som naturlige og uforsonlige fjender.
Endelig tog Blanc fat på at skrive Den Franske Revolutions historie. 2. bind udkom 1847, men det første er kun en historisk-filosofisk indledning om revolutionens forløbere, idet Blanc går tilbage til Jan Hus og reformatorerne og vil godtgøre, at kimen til revolutionens politiske og sociale reformer ligger hos dem. De følgende bind (3.-12., 1852-62) fører fremstillingen frem til 1795 og lader revolutionsmændene og deres færd stå i det gunstigste lys (5. udgave 1878 i ti bind).

### Det politiske arbejde
Efter Februarrevolutionen 1848 blev Blanc af hensyn til den store yndest, han nød blandt arbejderne, optaget i den provisoriske regering (dog kun som sekretær).
Han udvirkede Dekretet af 25. Februar om 'Retten til Arbejde', dvs. om statens pligt til at sikre arbejderne det til livsopholdet fornødne arbejde, og ligeledes nedsættelsen af en stor kommission til at drøfte arbejdernes kår, for størstedelen sammensat af arbejdere og ledet af Blanc som formand. Derimod fik han ikke ledelsen af nationalværkstederne og fralagde sig senere alt ansvar for dette mislykkede forsøg.
Under de følgende voldsomme begivenheder (især 17. marts og 15. maj) var hans holdning vaklende og tvetydig; han blev derfor også fjernet fra regeringen, så snart Nationalforsamlingen 4. maj var trådt sammen, og efter Juni-opstanden blev han tiltalt for sin optræden 15. maj, men flygtede til England uden at afvente dommen.
Foruden flere mindre skrifter til forsvar for sin optræden udarbejdede han i 1870 Histoire de la révolution 1848 (i to bind) og var ellers brevskriver til franske blade (siden 1862 til Temps); en samling Lettres sur l'Angleterre blev 1866-67 udgivet i fire bind og udvidedes senere til Dix ans de l'histoire d'Angleterre (ti bind, 1879-81).
Blanc nægtede 1859 at modtage amnesti, men vendte efter kejserdømmets fald 1870 straks tilbage til Paris og boede her under hele den tyske belejring. Han valgtes 1871 til nationalforsamlingen og tilhørte her den yderste venstrefløj, men misbilligede Pariserkommunens oprør; senere krævede han dog gentagne gange almindelig amnesti for deltagerne.
Han var en bestemt modstander af Mac-Mahon og de monarkistiske planer og stemte imod forfatningen 1875, men spillede uagtet sin veltalenhed ingen fremtrædende rolle. Siden 1876 var han medlem af Deputeretkammeret.
Blandt Blancs sidste skrifter var Questions d'aujourd'hui et de demain (en samling bladartikler, 1873-84, fem bind).
Han blev begravet på Père-Lachaise i Paris på statens bekostning.